# FIFA Player of the Century
De FIFA Player of the Century was een eenmalige prijs die door de FIFA werd uitgereikt aan de beste voetballer van de 20e eeuw. De prijsuitreiking vond plaats tijdens het jaarlijkse FIFA World gala in Rome op 11 december 2000. Diego Maradona en Pelé werden beide verkozen tot speler van de eeuw. Maradona won de onderscheiding op basis van een internetverkiezing, terwijl Pelé won op basis van stemmen van FIFA officials, journalisten en coaches.

## Achtergrond
De FIFA koos al vanaf 1991 jaarlijks de FIFA World Player of the Year en wilde bij de start van het nieuwe millennium de FIFA Player of the Century eren. Maradona won de internetverkiezing ruim, met in totaal 53,6% van de uitgebrachte stemmen, tegenover 18,53% van de stemmen voor Pelé. Ondanks dat Eusébio, een generatiegenoot van Pelé, op de derde plaats was geëindigd, ontstond er commotie omdat bij de internetverkiezing met name jongeren hadden gestemd die Maradona hadden zien spelen, maar Pelé niet. De FIFA besloot daarom op het laatste moment een tweede verkiezing te houden en stelde daarvoor een commissie aan bestaande uit officials, journalisten en coaches. Zij kozen Pelé als beste speler van de eeuw met 72,5% van de stemmen. De keuze van de FIFA om een tweede stemming te organiseren, leek met name een uitvlucht te zijn om een ruzie tussen de aanhang van Maradona en Pelé te voorkomen. Beide golden als favoriet voor de eretitel.

### FIFA internetverkiezing
De resultaten van de internetverkiezing waren als volgt:
|    | Speler             | Percentage |
| -- | ------------------ | ---------- |
| 1  | Diego Maradona     | 53,6%      |
| 2  | Pelé               | 18,53%     |
| 3  | Eusébio            | 6,21%      |
| 4  | Roberto Baggio     | 5,42%      |
| 5  | Romário            | 1,69%      |
| 6  | Marco van Basten   | 1,57%      |
| 7  | Ronaldo            | 1,55%      |
| 8  | Franz Beckenbauer  | 1.50%      |
| 9  | Zinédine Zidane    | 1,34%      |
| 10 | Rivaldo            | 1,19%      |
| 11 | Zico               | 1,15%      |
| 12 | Garrincha          | 1,08%      |
| 13 | Johan Cruijff      | 0,87%      |
| 14 | Alfredo Di Stéfano | 0,68%      |
| 15 | Michel Platini     | 0,58%      |
| 16 | Bobby Charlton     | 0,39%      |
| 17 | Ferenc Puskás      | 0,37%      |
| 18 | Lothar Matthäus    | 0,37%      |
| 19 | Lev Jasjin         | 0,36%      |
| 20 | George Best        | 0,32%      |

### FIFA Magazine en jury
Deze stemming werd gehouden onder lezers van FIFA Magazine en een jury.
|   | Speler             | Percentage |
| - | ------------------ | ---------- |
| 1 | Pelé               | 72,75%     |
| 2 | Alfredo Di Stéfano | 9,75%      |
| 3 | Diego Maradona     | 6,0%       |
| 4 | Franz Beckenbauer  | 2,5%       |
| 5 | Johan Cruijff      | 2,0%       |
|   | George Best        | 2,0%       |
| 7 | Michel Platini     | 1,0%       |
|   | Garrincha          | 1,0%       |
|   | Zico               | 1,0%       |
|   | Gerd Müller        | 1,0%       |
|   | Roberto Baggio     | 1,0%       |